# Mario José Barbieri
Mario José Barbieri, talvolta riportato come Mario Juan o Mario José (fl. XX secolo), è stato un calciatore argentino, di ruolo attaccante.

## Caratteristiche tecniche
Giocava come ala destra o, più raramente, interno destro. Era dotato di buona tecnica e il suo piede di calcio era il destro.

## Carriera

### Club
Iniziò la sua carriera nel Rosario Central nel 1911, divenendone uno degli elementi impiegati con maggior continuità; giocò da titolare in varie edizioni del campionato provinciale di Rosario. Nel 1915 presenziò in entrambe le partite decisive della Copa Ibarguren. Passato all'Atlanta, fu titolare nella Copa Campeonato 1917; debuttò il 1º aprile 1917 contro lo Sportivo Barracas: gli fu affidata l'esecuzione di un calcio di rigore, ma lo sbagliò, tirandolo fuori. Esordì lo stesso giorno di José Laiolo, suo ex compagno di squadra al Central. Giocò poi 5 gare ufficiali e 4 amichevoli con il River Plate.

## Palmarès

### Club

#### Competizioni nazionali
- Copa Nicasio Vila: 3

Rosario Central: 1914, 1915, 1916
- Copa Ibarguren: 1

Rosario Central: 1915